# Sárok
Sárok è un comune dell'Ungheria di 133 abitanti (dati 2008) situato nella contea di Baranya, regione Transdanubio Meridionale